# Sławomir Złotek-Złotkiewicz
Sławomir Złotek-Złotkiewicz (Brwinów, 8 luglio 1930 – Varsavia, 3 febbraio 1978) è stato un cestista polacco.

## Carriera
Con la Polonia ha disputato i Campionati europei del 1955.